# 박영일 (가수)
박영일(朴英一, 1950년~)은 대한민국의 가수이다. 일본 태생의 재일 한국인으로 일본명은 아라이 에이이치(新井英一)이다.

## 생애
아버지는 대한민국 국적을, 어머니는 조선적을 가진 재일 한국인으로 본인은 스스로를 코리안 재패니즈라 부른다.
15세때 집을 나가 야마구치현 이와쿠니시의 미군부대에서 활동하며 블루스의 매력에 눈을 떴다. 21세때 미국에 건너갔고 귀국후 우치다 유야의 눈에 띄어서 29세때 앨범 마이동풍「馬耳東風」을 내며 데뷔했다.
86년 다양한 고민을 가지고 아버지의 고향인 청하군에 다녀왔다. 이후 여행의 기억, 자신의 뿌리와 인생을 담은 앨범 청하로 가는 길『清河への道～48番』(1995)을 내어 37회 일본 레코드 대상을 받았다. 앨범의 곡이 이후 TBS 텔레비전 뉴스 프로그램인 NEWS23의 엔딩테마로 사용되었다. KBS, NHK 등에도 보도되었고 미국 공연으로까지 이어졌다.
98년엔 자신이 좋아하는 블라디미르 비소츠키, 세르주 갱스부르, 자크 브렐, 조르주 무스타키 등의 노래를 커버한 앨범 늑대사냥『オオカミ狩り』을 파리에서 녹음했다. 2002년에 한국공연을 가졌으며 청하에서도 공연했다. 2012년엔 17년만의 새 앨범 패혼「唄魂（うただま）」을 발표했다.

## 음반 목록
- 馬耳東風 (1979) Warner
- 清河への道～48番 (1995.4) meldac
- 新井英一全集 第一巻 vol.1 『果てなき航路』 (1995.10) meldac
- 新井英一全集 第一巻 vol.2 『眠る人』 (1996.5) meldac
- ブルースを唄おう (1996.8) meldac
- 新井英一全集 第一巻 vol.3 『NEW YORKへの旅』 (1996.10) meldac
- 新井英一全集 第一巻 vol.4 『アルカンタラの月』 (1997.6) meldac
- 新井英一全集 第一巻 vol.5 『オールドファッション・ラヴソング』 (1997.11) meldac
- 新井英一全集 第一巻 vol.6 『オオカミ狩り』 (1998.8) オーマガトキ
- 清河への道～48番　ハングルバージョン (1999.6) meldac
- 新井英一全集 第一巻 vol.7 『エイジアン・パラム』 (1999.8) meldac
- 新井英一全集 第一巻 vol.8 『ライブ・イン・ジャパン』 (2001.4) meldac
- 新井英一全集 第一巻 vol.9 『ライブ・イン・パリ』 (2001.4) meldac
- 新井英一全集 第一巻 vol.10 『ライブ・イン・清河 2002』 (2002.10) meldac
- 生きる (2004.10) Mad French
- LIVE IS BEST Vol.1 (2009.06) Arai Eiichi Office
- LIVE IS BEST Vol.2 (2009.06) Arai Eiichi Office
- LIVE IS BEST Vol.3 (2009.06) Arai Eiichi Office
- 唄魂（うただま）INSIGHT MUSIC (2012.08.11発売）